# Melonycteris melanops
Melonycteris melanops es una especie de murciélago de la familia Pteropodidae.

## Distribución geográfica
Es endémica de Papúa Nueva Guinea, se puede encontrar en las islas del Duque de York, Mioko, Nueva Bretaña, Tolokiwa, umbo, Dyal y Nueva Irlanda.